# Thomas Biagi

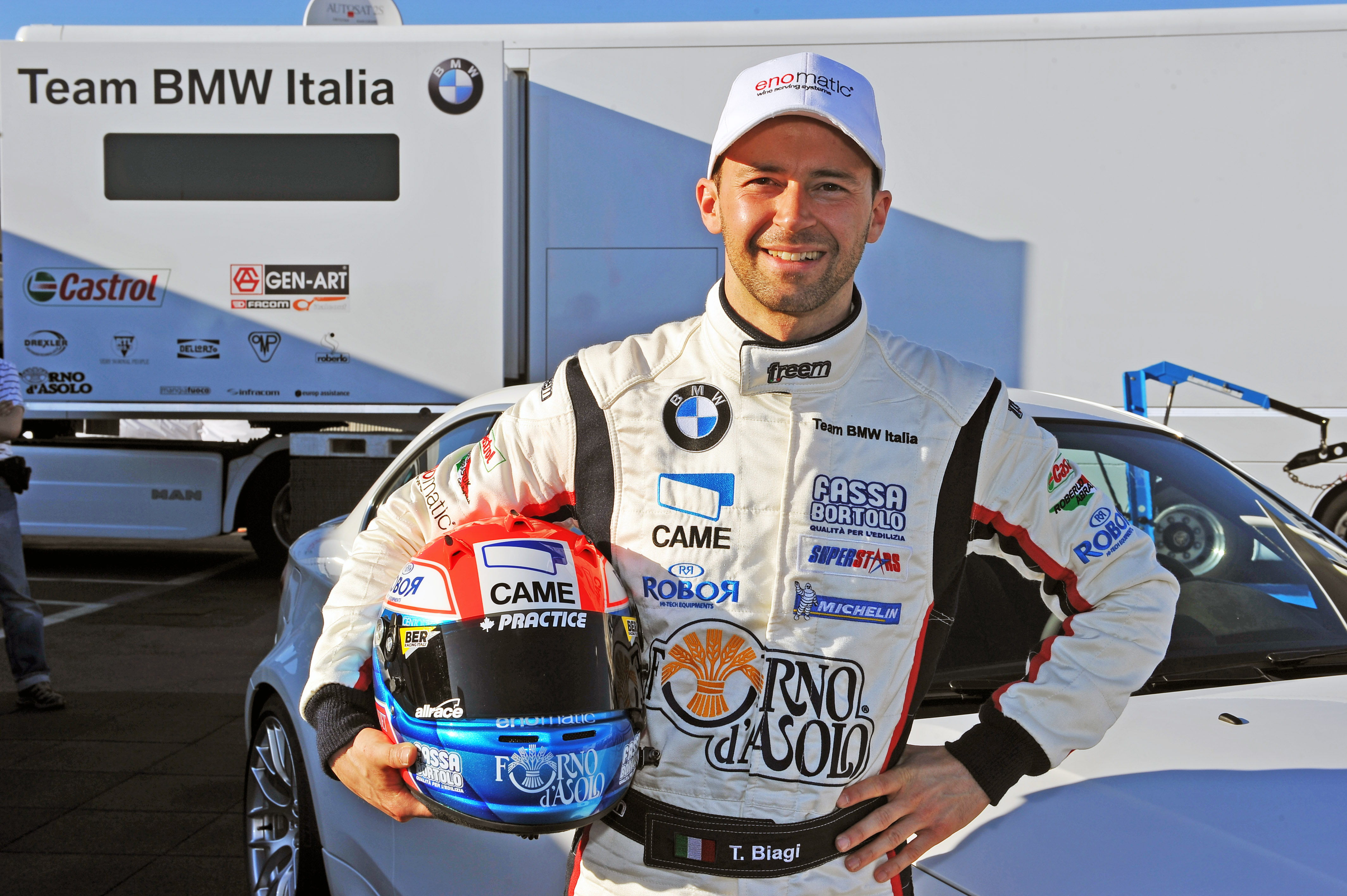
Thomas Biagi im Jahr 2011

Thomas Biagi (* 7. Mai 1976 in Bologna) ist ein italienischer Automobilrennfahrer.

## Karriere
Thomas Biagi begann seine Karriere als Rennfahrer Ende der 1980er-Jahre im Kartsport. Über die Formula Alfa Boxer kam er 1994 in die Italienische Formel-3-Meisterschaft, die er 1995 nach zwei Rennsiegen als Fünfter der Gesamtwertung beendete. Von Saisonende 1995 bis 1998 bestritt er Rennen in der internationalen Formel-3000-Meisterschaft, ohne dabei nennenswerte Erfolge zu erzielen. Bei seinem Debütrennen 1995 in Magny-Cours hatte er eine Kollision mit Marco Campos, bei der der Brasilianer ums Leben kam.
1999 kehrte Biagi in die italienische Formel-3000-Meisterschaft zurück, wo er 2001 Meisterschaftszweiter wurde.
Weit erfolgreicher war und ist der Italiener im Sportwagensport. 2003 gewann er gemeinsam mit Matteo Bobbi die GT-Klasse der FIA-GT-Meisterschaft auf einem Ferrari 550 Maranello der BMS Scuderia Italia. 2007 wiederholte er diesen Erfolg, als er auf einem Maserati MC12 den Fahrertitel in der GT1-Klasse gewann. 2008 fuhr er für AF Corse einen Ferrari F430 in der GT2-Klasse. 2009 startete er nun sowohl in der FIA-GT-Meisterschaft als auch in der Le Mans Series. Während er in der LMS über das gesamte Jahr einen Le-Mans-Prototyp des Rennteams Racing Box bewegte, wechselte sein Einsatzteam zur Jahreshälfte in der FIA GT zwischen Matech und Luc Alphand Aventures. Darüber hinaus startete er zum Jahresende beim 6-Stunden-Rennen von Vallelunga im Lola von Racing Box, die er mit Filippo Francioni und Edoardo Piscopo gewann.
2012 gewann Biagi als Privatfahrer zusammen mit seinem Teamkollegen Stefano Colombo die Italienische GT-Meisterschaft. Gleichzeitig gewann er den traditionsreichen BMW Sportpokal, als Belohnung hierfür erhielt er die Chance für einen Test im BMW M3 DTM.

## Statistik

### Le-Mans-Ergebnisse
| Jahr | Team                 | Fahrzeug        | Teamkollege    | Teamkollege         | Platzierung | Ausfallgrund |
| ---- | -------------------- | --------------- | -------------- | ------------------- | ----------- | ------------ |
| 2004 | Barron Connor Racing | Ferrari 575 GTC | Danny Sullivan | John Bosch          | Ausfall     | Motorschaden |
| 2008 | AF Corse             | Ferrari F430GT  | Toni Vilander  | Christian Montanari | Ausfall     | Defekt       |
| 2009 | Racing Box           | Lola B08/80     | Andrea Piccini | Matteo Bobbi        | Ausfall     | Motorschaden |

### Sebring-Ergebnisse
| Jahr | Team                 | Fahrzeug                  | Teamkollege    | Teamkollege | Platzierung | Ausfallgrund |
| ---- | -------------------- | ------------------------- | -------------- | ----------- | ----------- | ------------ |
| 2004 | Barron Connor Racing | Ferrari 575 Maranello GTC | Danny Sullivan | John Bosch  | Rang 15     |              |